# Eoophyla dominalis
Eoophyla dominalis is een vlinder uit de familie van de grasmotten (Crambidae), uit de onderfamilie van de Acentropinae. De wetenschappelijke naam van deze soort is voor het eerst gepubliceerd in 1866 door Francis Walker.
De soort komt voor in India.